# Cylindromyia atrata
Cylindromyia atrata är en tvåvingeart som först beskrevs av Fabricius 1805.  Cylindromyia atrata ingår i släktet Cylindromyia och familjen parasitflugor. Inga underarter finns listade i Catalogue of Life.